# Posto di combattimento
Posto di combattimento (Battle Stations) è un film del 1956 diretto da Lewis Seiler.
È un film di guerra statunitense con John Lund, William Bendix e Keefe Brasselle ambientato durante la seconda guerra mondiale poco dopo l'attacco di Pearl Harbor.

## Produzione
Il film, diretto da Lewis Seiler su una sceneggiatura di Crane Wilbur con il soggetto di Ben Finney, fu prodotto da Bryan Foy per la Columbia Pictures Corporation.

## Distribuzione
Il film fu distribuito con il titolo Battle Stations negli Stati Uniti nel febbraio del 1956 al cinema dalla Columbia Pictures.
Altre distribuzioni:
- in Argentina nel febbraio del 1956
- in Finlandia il 31 agosto 1956 (Taisteluasemat)
- in Francia il 9 dicembre 1959 (L'enfer du Pacifique)
- in Brasile (Batismo de Fogo)
- in Belgio (L'enfer du pacifique)
- in Italia (Posto di combattimento)